# Сумах дубильний
Сумах дубильний (Rhus coriaria L.) — невисоке дерево або кущ роду сумах, родини сумахових 2-3 м заввишки. Стовбур тоненький, вкритий коричневою поздовжньо-тріщинуватою корою. Пагони жовтувато- або сірувато-коричневі, вкриті густими жорсткими волосками. Листки чергові (до 20 см завдовжки), непарноперисті, з 9-17 листочками. Черешок листка запушений. Листочки (3-5 см завдовжки) великозубчасті, сидячі, яйцеподібні або ланцетні, запушені, зверху темно-зелені, зісподу світло-зелені.
Одно- або двостатеві дрібні квітки зібрані в кінцеві або пазушні видовжено-конічні китиці. Оцвітина зеленувато-біла, вільна, чашолистків, пелюсток і тичинок по п'ять, маточка одна, зав'язь верхня. Плід — дрібна червона кістянка (4-6 мм у діаметрі), ниркоподібна або куляста, з густим залозистим запушенням.
Сумах дубильний росте на сухих, кам'янистих схилах, на сланцях, у гори піднімається до 700 м над рівнем моря. Світлолюбна рослина. Цвіте у червні-липні, плоди достигають у вересні-жовтні. Поширений у степових і лісостепових районах України. Перспективна рослина для ширшого розведення.

## Близькі види
Сумах оцтовий, оцтове дерево (Rhus typhina L., Rhus hirta (L.) Sudw.). Відрізняється від попереднього виду довгими (45-50 см завдовжки) непарноперистими листками з ланцетними пилчастими листочками, густим запушенням усіх частин рослини. Трапляється в культурі.

## Практичне використання

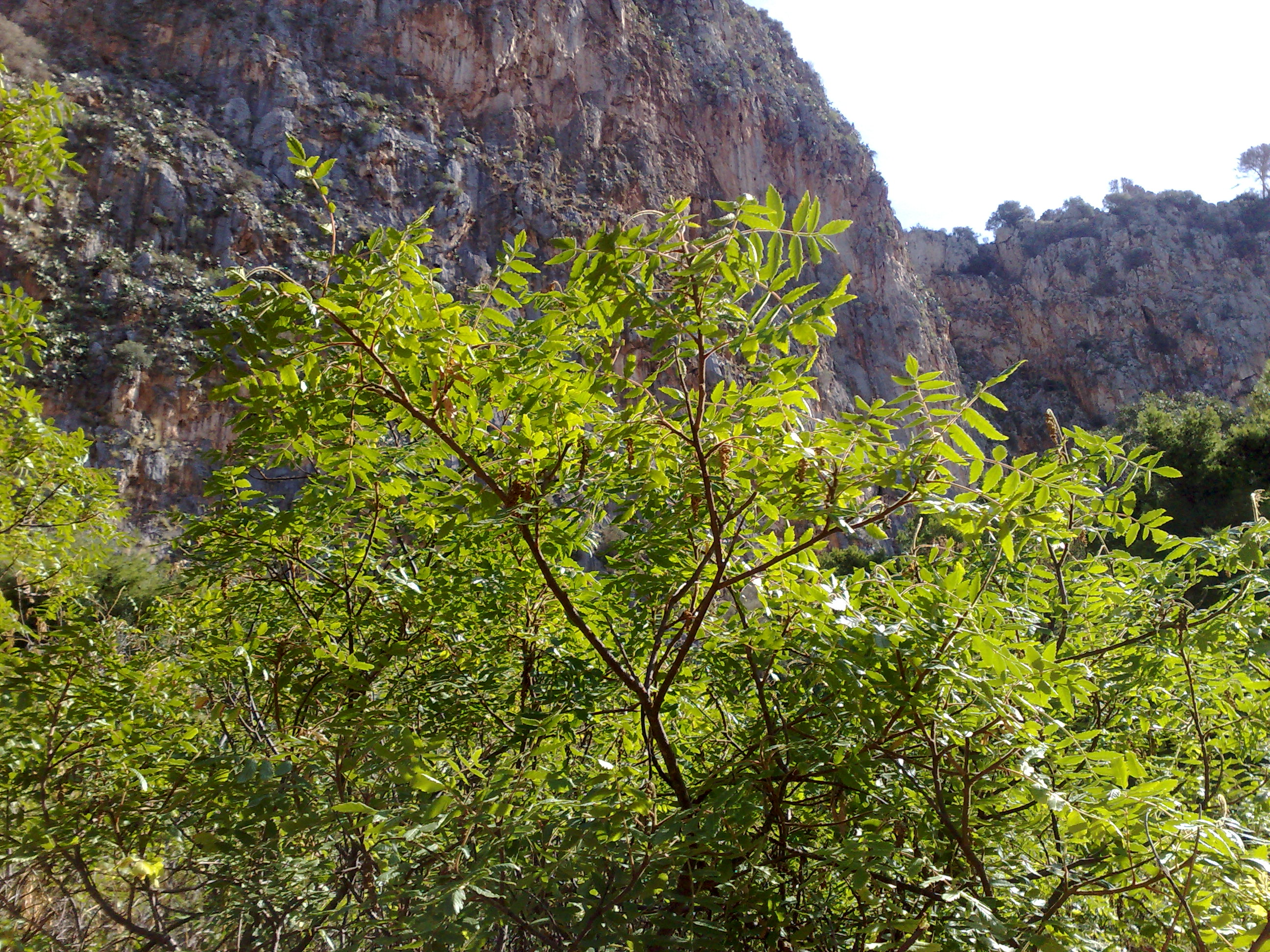
Сумах дубильний в парку під Палермо

Танідоносна, лікарська, харчова, фарбувальна, деревинна, декоративна й фітомеліоративна рослина.
Сировиною для добування танідів є листя, в якому міститься від 16 до 25,7 % танідів при доброякісності 51,4 — 57,2 %. Таніди сумаху застосовують для вичинки овечих і козячих шкур, можуть використовуватися і для дублення важких шкур.
У науковій медицині має таке ж застосування, як і скумпія звичайна.
Танін сумаху, який одержують з листків, використовується, крім медицини, у фарбувальній справі, текстильному виробництві та у виноробстві.
У народній медицині листя й плоди сумаху використовують як жарознижувальний, протицинготний і блювотний засіб. Есенція з свіжої кори сумаху застосовується у гомеопатії.
Сумах вважають отруйною рослиною, проте точних даних про його отруйність немає.
Листки й пагони дають чорну фарбу, плоди — червону, кора — жовту, корені — коричневу.
Деревина сумаху досить важка, м'яка, червоно-коричнева з білою заболонню, придатна для дрібних виробів.
Сумах дубильний — декоративна рослина, ажурно-перисті листки його забарвлюються в ясно-червоний або ясно-жовтогарячий колір.
Його висаджують у поодиноких і групових насадженнях, на узліссях, у вигляді суцільних насаджень на схилах, рядками уздовж шляхів. Використовують також для залісення і укріплення крутих кам'яних схилів.
Плоди сумаху коротковолосого містять винну кислоту і застосовуються як гостра приправа до м'ясних страв. Декоративне дерево.

## Збирання, переробка та зберігання
Збирають листя. Правила збирання, сушіння та зберігання такі ж, як і для заготівлі листків скумпії. Під час збирання листки сумаху і скумпії не розділяють, а збирають разом.